# Herwin Records
Herwin Records war ein US-amerikanisches Plattenlabel. Es war ursprünglich in den Jahren 1924 bis 1930 aktiv, doch in den 1960er und 1970er Jahren wurde es wiederbelebt.

## Geschichte
Herwin wurde im Jahre 1924 oder 1925 in St. Louis, Missouri, von Edwin Schiele Sr. (* 1862) und seinem Sohn Herbert (* 1899) gegründet, die Bestandteile ihrer Vornamen zu dem Labelnamen „Herwin“ zusammensetzten. Die anderswo zu findende Angabe, es habe sich bei den Gründern um Brüder gehandelt, ist falsch, da Edwin Schiele Jr. Jahrgang 1909 - und damit zu jung - war. Die meisten auf dem Herwin-Label veröffentlichten Platten waren von Gennett und Paramount lizenzierte Aufnahmen. Im Jahre 1930 wurde Herwin an die „Wisconsin Chair Company“ (die Mutterfirma von Paramount Records) verkauft, die jedoch keine Platten mehr unter diesem Namen herausbrachte. 
In den 1960er-Jahren wurde das Label von dem Plattensammler Bernard Klatzko wiederbelebt, der es zunächst dazu benutzte, Aufnahmen der Library of Congress sowie eigene Neuaufnahmen von „wiederentdeckten“ Bluesmusikern wie Bukka White, Son House und Skip James im „78 rpm-Look“ herauszubringen; ab 1971 dann Langspielplatten mit Wiederveröffentlichungen historischer Jazz- (100er Serie), Blues- (200er Serie) und Ragtime-Aufnahmen (400er Serie) produzierte. 